# 三河镇 (炎陵县)
三河镇，是中华人民共和国湖南省株洲市炎陵县下辖的一个乡镇级行政单位。

## 行政区划
三河镇下辖以下地区：
霍家圩社区、星光村、太和村、团溪村、西台村、枧田洲村、天平村、龙坑村、霍家村、庙前村、源头村和大坑村。